# Una stagione all'inferno
Una stagione all'inferno (Une saison en enfer) è una raccolta di poemetti in prosa di Arthur Rimbaud pubblicato nel 1873 in lingua francese. L'opera ha avuto una notevole influenza sui poeti delle successive generazioni ed è quella che ha maggiormente contribuito a creare il mito di Rimbaud.

## Storia
Nell'aprile del 1873, all'età di 19 anni, di ritorno dall'Inghilterra, dopo i dissapori avuti con Verlaine, si ferma a Roche, nella fattoria di sua madre, dove inizia a scrivere Une Saison en Enfer che terminerà nell'agosto dello stesso anno.
Proprio nel maggio di questo anno Rimbaud scrive a Ernest Delahaye dicendo di fare «delle piccole storie in prosa, titolo generale; Libro pagano, o libro negro». E poi aggiunge:
A fine maggio Rimbaud riparte con Verlaine per il Belgio e poi per l'Inghilterra ove restano fino a luglio. Qui scoppia una violenta lite fra i due poeti e il 3 luglio Verlaine abbandona Rimbaud e riparte per Bruxelles, con la speranza di riconciliarsi con sua moglie, Mathilde. Arriva anche Rimbaud l'8 dello stesso mese, ma due giorni dopo quest'ultimo manifesta la sua decisione irrevocabile di voler ripartire per Parigi. Verlaine ubriaco e fuori di sé, o forse senza nemmeno rendersi conto di quello che stava per fare, spara due colpi di pistola in direzione del suo amico ferendolo leggermente al polso. Questa bravata gli costerà due anni di carcere. Il 20 dello stesso mese Rimbaud torna a Roche, dove termina la stesura di Une Saison en Enfer, ottenendo da sua madre un acconto per la pubblicazione.
L'opera fu stampata a Bruxelles nell'ottobre del 1873.
Si pensò per diverso tempo che Rimbaud ne avesse bruciato tutte le copie a Roche, nella fattoria di sua madre, proprio dove fu composta, complice la famiglia stessa del poeta e Paterne Berrichon, che sembra propagandarono ad arte questa falsa voce. Nel 1901 Léon Losseau, uno studioso belga, scoprì gli esemplari di Une Saison en Enfer nella tipografia Poot et Cie, la stessa che aveva pubblicato il libro, il cui titolare si era trattenute quasi tutte le copie, tranne quelle che Rimbaud aveva donato a Verlaine e ad alcuni suoi amici. E forse qualcuna di queste poteva aver bruciato e nulla più.
Il 10 novembre del 1891 Rimbaud muore all'età di 37 anni. L'anno seguente verrà ristampata Une Saison en Enfer. Come matrice sarà usata la copia che il poeta aveva dato al suo amante Verlaine.

## Opera
Con questo viaggio all'Inferno, «proprio quello di cui il Figlio dell'Uomo aprì le porte», Rimbaud sembra esaurire in sé tutta la volontà di poesia; Ivos Margoni lo definisce un cantore dalla gola secca. Leggere Rimbaud dà la scossa, proprio per il fatto che lui viene a trovarsi a delineare un qualcosa di inafferrabile ed atroce, una crisi, alimentata certamente dalla società del suo tempo, dal suo trascorso familiare, ... . Si è tanto discusso sulla natura di questa rivolta: innata, di natura sociale, familiare...

Nelle lettere del Veggente Rimbaud traccia una direzione da seguire, o meglio subisce un tracciato... «se l'ottone si desta tromba, non è certo per colpa sua». C'è sempre questo scacco all'Io. L'Io resta smarrito, « l'Io è un altro » dirà.
Rimbaud è un invasato, si lascia possedere dal linguaggio, ed è così che diventa uno « scopritore ben più meritevole » di quelli che l'hanno preceduto, non avendo più ormai sovrastrutture che lo separano dall'ignoto (Inconnu). Trasporre nel magico il suo dissenso è l'unico modo che può consentirgli di produrre e rigenerarsi.
Les Illuminations poi proseguiranno questo modo portandolo ad oltranza, distruggendo i nessi logici e sintattici, a scardinando le ovvietà dell'ordinario senza concedersi un attimo di sosta.

Come predetto nella lettera del 15 maggio del 1871 indirizzata a Paul Demeny, Une Saisone en Enfer mantiene la promessa o la scommessa, se vogliamo, superando le aspettative.
(Lettera a Paul Demeny, 15 maggio, 1871, la cosiddetta Lettera del Veggente)
Une Saison en Enfer rappresenta anche emblematicamente l'addio, non proprio formale, ma definitivo alla poesia.
L’autunno di già! ... ma perché rimpiangere un eterno sole, se siamo impegnati nella scoperta della chiarezza divina, - lontano da chi muore sulle stagioni.
L’autunno. La nostra barca alta nelle brume immobili volge verso il porto della miseria, la città enorme dal cielo chiazzato di fuoco e di fango. Ah! gli stracci putridi, il pane intriso di pioggia, l’ubriachezza, i mille amori che mi hanno crocifisso! Non la smetterà dunque mai questa lamia, regina di milioni di anime e di corpi morti che saranno giudicati! Mi rivedo con la pelle corrosa dal fango dalla peste, pieno di vermi i capelli e le ascelle e vermi ancor più grossi nel cuore, disteso tra sconosciuti senza età, senza sentimento... Avrei potuto morirci... Orrenda evocazione!
Esecro la miseria. E temo l’inverno perché è la stagione delle comodità! - Talvolta in cielo vedo plaghe sterminate coperte di bianche nazioni in gioia. Un grande vascello d’oro, sopra di me, sventola le sue bandiere variopinte alla brezza del mattino. Ho creato tutte le feste, tutti i trionfi, tutti i drammi. Ho cercato di inventare nuovi fiori, nuovi astri, nuove carni, nuove lingue. Ho creduto di acquisire poteri sovrannaturali. Ebbene! devo seppellire la mia immaginazione e i miei ricordi! Bella gloria di artista e di narratore andata in malora!
Io! io che mi sono detto mago o angelo, dispensato da ogni morale, eccomi qui, steso al suolo, con un dovere da cercare, e la rugosa realtà da stringere! Bifolco!
Sono stato ingannato? La carità sarebbe sorella della morte, per me?
Insomma, chiederò perdono per essermi nutrito di menzogna. E andiamo. Ma non una mano amica! e dove cercare soccorso?...
[...] .... Ma che: parlavo di mano amica! Gran privilegio, ch'io posso ridere di vecchi amori menzogneri e colpire di vergogna queste coppie bugiarde, - ho visto l'inferno delle donne laggiù; - e mi sarà concesso di possedere la verità in un'anima e in un corpo.»

## Testimonianze
- [...] Verlaine, nelle sue Confessions, dice che Une Saison en Enfer è " ...una specie di prodigiosa autobiografia psicologica, scritta in quella prosa di diamante che è una sua esclusiva caratteristica."[8] Mentre in Les Poètes Maudits accenna al disinteresse di Rimbaud per l'opera già stampata che non si preoccupò minimamente di lanciarla, poiché aveva altre cose a cui pensare.[9]